# Кредитний ризик
Кредитний ризик (англ. credit risk) – наявний або потенційний ризик для надходжень і капіталу, який виникає через неспроможність сторони, що взяла на себе зобов'язання, виконати умови будь-якої фінансової угоди із банком або в інший спосіб виконати взяті на себе зобов'язання. Коли позичальник бере в борг у кредитної організації, ризикують обидві сторони одночасно.
Під час оцінки К.ризику розрізняють індивідуальний та портфельний К.ризик. Джерелом індивідуального К.ризику є окремий, конкретний контрагент банку – позичальник, боржник, емітент цінних паперів. Оцінка індивідуального К.ризику передбачає оцінку кредитоспроможності окремого контрагента, тобто його індивідуальну спроможність своєчасно та в повному обсязі розрахуватися за взятими зобов'язаннями.
Портфельний К.ризик виявляється у зменшенні вартості активів банку (іншій, ніж внаслідок зміни ринкової процентної ставки). Джерелом портфельного К.ризику є сукупна заборгованість банку за операціями, яким притаманний К.ризик, – кредитний портфель, портфель цінних паперів, портфель дебіторської заборгованості тощо. Оцінка портфельного К.ризику передбачає оцінку концентрації та диверсифікації активів банку.